# Nísia Floresta (Rio Grande do Norte)
Nísia Floresta  este un oraș în Rio Grande do Norte (RN), Brazilia.